# 小雙尾蛺蝶
小雙尾蛺蝶（Polyura narcaea）也稱二尾蛺蝶、姬雙尾蝶、榆雙尾蝶、淡綠雙尾蛺蝶，是尾蛺蝶屬的一種蝴蝶。

## 描述
本種為中大型蛺蝶，體背褐色，腹側白色。
前翅呈三角形，前緣弧形、外緣內凹；後翅扇形，M3與CuA2脈末端具匕狀尾突。翅背底色黃白，前翅外半部有黑褐色帶紋，內含黃白斑列與小點；翅基有黑褐色紋，一條黑褐色條紋由中室末端與後緣延伸入M3室。後翅外側有兩條暗帶，外側帶鑲黑褐圈紋，內側為暗條紋，臀區有藍綠色紋並延伸入尾突。
翅腹面泛銀白色，前翅外側有兩道黃褐色條紋，內側有Y字形紋，前緣與中室內另有褐色與黑褐色細條。後翅內、外側與外緣各有一條暗色條紋，分別為黃褐或紅褐色，條紋間有黑色點列。緣毛黑褐。

## 分布
本種分布於中國華中、華南、華東、華西、印度北部、台灣；台灣地區於本島中海拔地區可見。

## 生態習性
本種幼蟲以多種朴科植物山黃麻、石朴，豆科合歡、台灣馬鞍樹等為食，一年多世代，以蛹態越冬。

## 資料來源
1. ↑  徐堉峰，梁家源，黃智偉，沈宗諭. . 農業部林業及自然保育署. 2021/12. ISBN 9786267100523.
2. ↑  徐堉峰. . 台中市: 晨星出版社. 2013. ISBN 978-986-177-668-2.

## 外部連結
- 维基共享资源上的相關多媒體資源：小雙尾蛺蝶